# Rhynchopyxidaceae
Famille
Les Rhynchopyxidaceae sont une famille d'algues de l'embranchement des Bacillariophyta (Diatomées), de la classe des Coscinodiscophyceae et de l’ordre des Archaegladiopsidales.
Le genre  Rhynchopyxis, qui a donné son nom à la famille, est un organisme fossile.

## Étymologie
Le nom de la famille vient du genre type Rhynchopyxis, qui vient du grec ῥύγχος (rhúnkhos) « museau » et πυξίς (puxís) « boite », en référence à la forme de la diatomée.

## Liste des genres
Selon AlgaeBase (18 juin 2022) :
- Rhynchopyxis R.Gersonde & D.M.Harwood, 1990

## Systématique
Le nom correct complet (avec auteur) de ce taxon est Rhynchopyxidaceae Nikolaev & Harwood.